# Nhà thờ Đức Bà Châu Phi
Nhà thờ Đức Bà Châu Phi hay Nhà thờ Đức Mẹ Châu Phi là một tiểu vương cung thánh đường nằm tại Algiers, thủ đô của Algérie.

## Vị trí
Nhà thờ Đức Bà nằm ở phía bắc của Algiers, trên một vách đá cao 124 mét (407 ft) nhìn ra vịnh Algiers. Trước đây, có thể đến nhà thờ từ trung tâm thành phố bằng cáp treo. Công trình này có thể được coi là đối trọng của Nhà thờ Đức Bà Garde ở phía bên kia bờ Địa Trung Hải.

## Lịch sử
Louis-Antoine-Augustin Pavy, người từng là Giám mục của Algiers từ năm 1846 đến 1866 đã mở đường cho việc xây dựng công trình này. Sau 14 năm xây dựng, nhà thờ được khánh thành vào năm 1872. Nó được thành lập bởi hồng y Charles Lavigerie. Kiến trúc sư của nhà thờ là Jean-Eugène Fromageau, người được bổ nhiệm làm kiến trúc sư trưởng cho các tòa nhà tôn giáo tại Algérie thuộc Pháp vào năm 1859. Ông đã thiết kế công trình này theo phong cách kiến trúc Phục hưng Byzantine. Mặt bằng bố trí của nó rất khác khi dàn hợp xướng nhà thờ được bố trí tại phía đông nam, thay vì phía đông thông thường của các nhà thờ khác.
Vương cung thánh đường này được bố trí 46 cửa sổ kính màu từ thế kỷ 19. Chúng bị vỡ tung trong một vụ đánh bom diễn ra trong khu vực vào tháng 4 năm 1943 và đã được khôi phục hai lần kể từ khi kết thúc Thế chiến thế giới lần thứ hai. Nó sau đó tiếp tục bị hư hại trong Trận động đất Boumerdès 2003. Một dự án tái thiết đã được Đức Tổng Giám mục Henri Teissier khởi xướng vào năm 2003, nhưng công việc không được tiến hành mãi cho đến mùa xuân năm 2007. Tổng chi phí phục hồi là 5,1 triệu euro và phải mất ba năm để hoàn thành.
Đây là công trình mang tính biểu tượng trong tôn giáo và vai trò của nó được tóm tắt trên vòm Apse của nhà thờ, Notre Dame d'frique priez pour nous et pour les Musulmans, có nghĩa là "Đức Mẹ Châu Phi, Cầu Chúa cho chúng tôi và cho người Hồi giáo".

## Hình ảnh

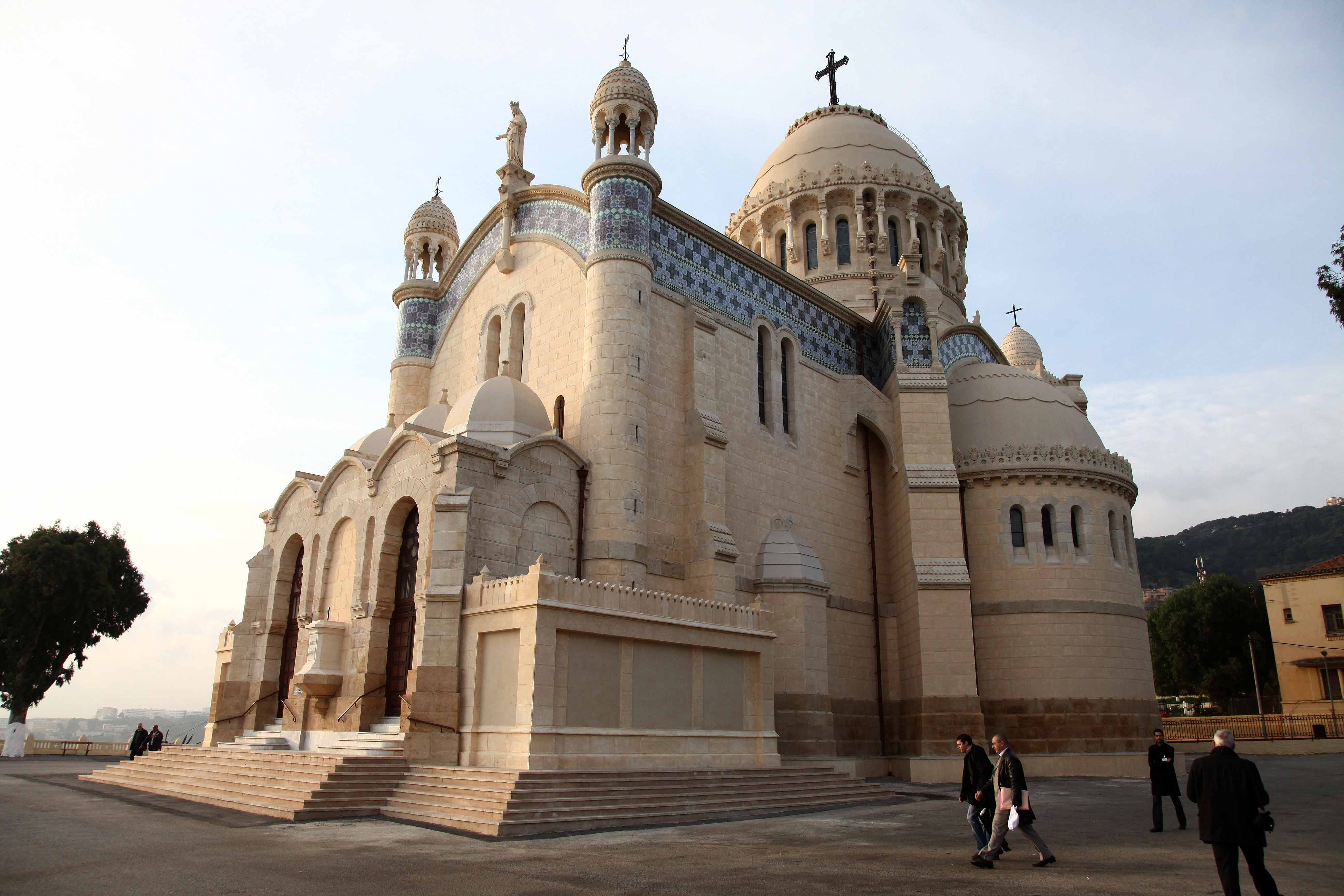
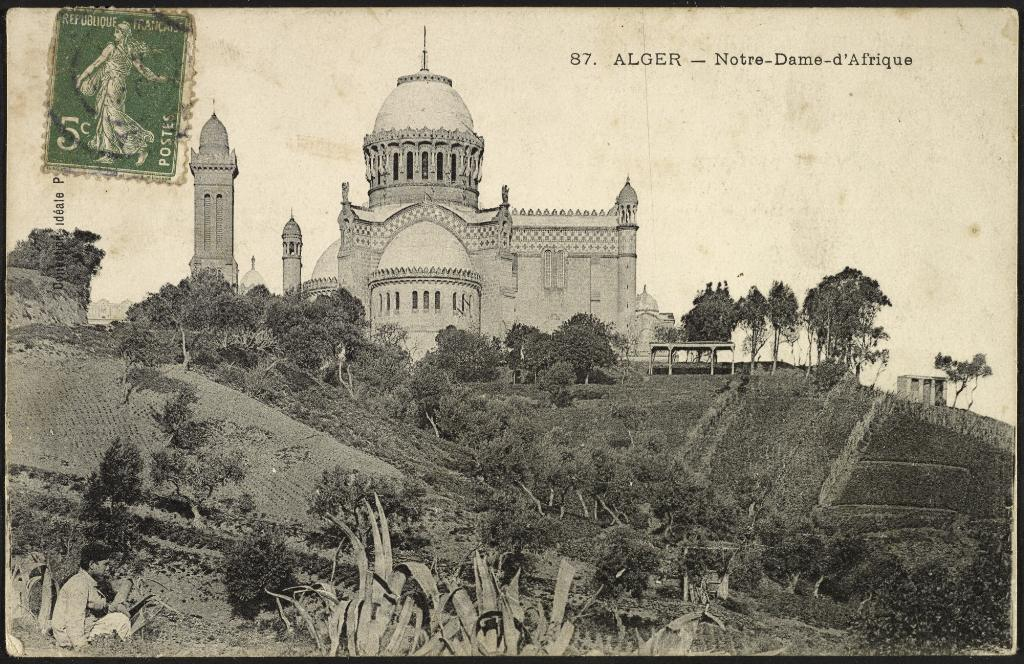
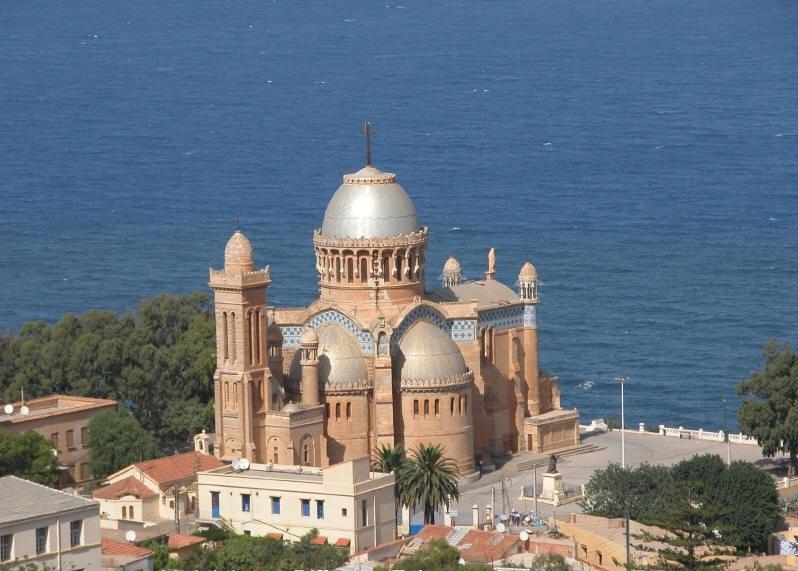
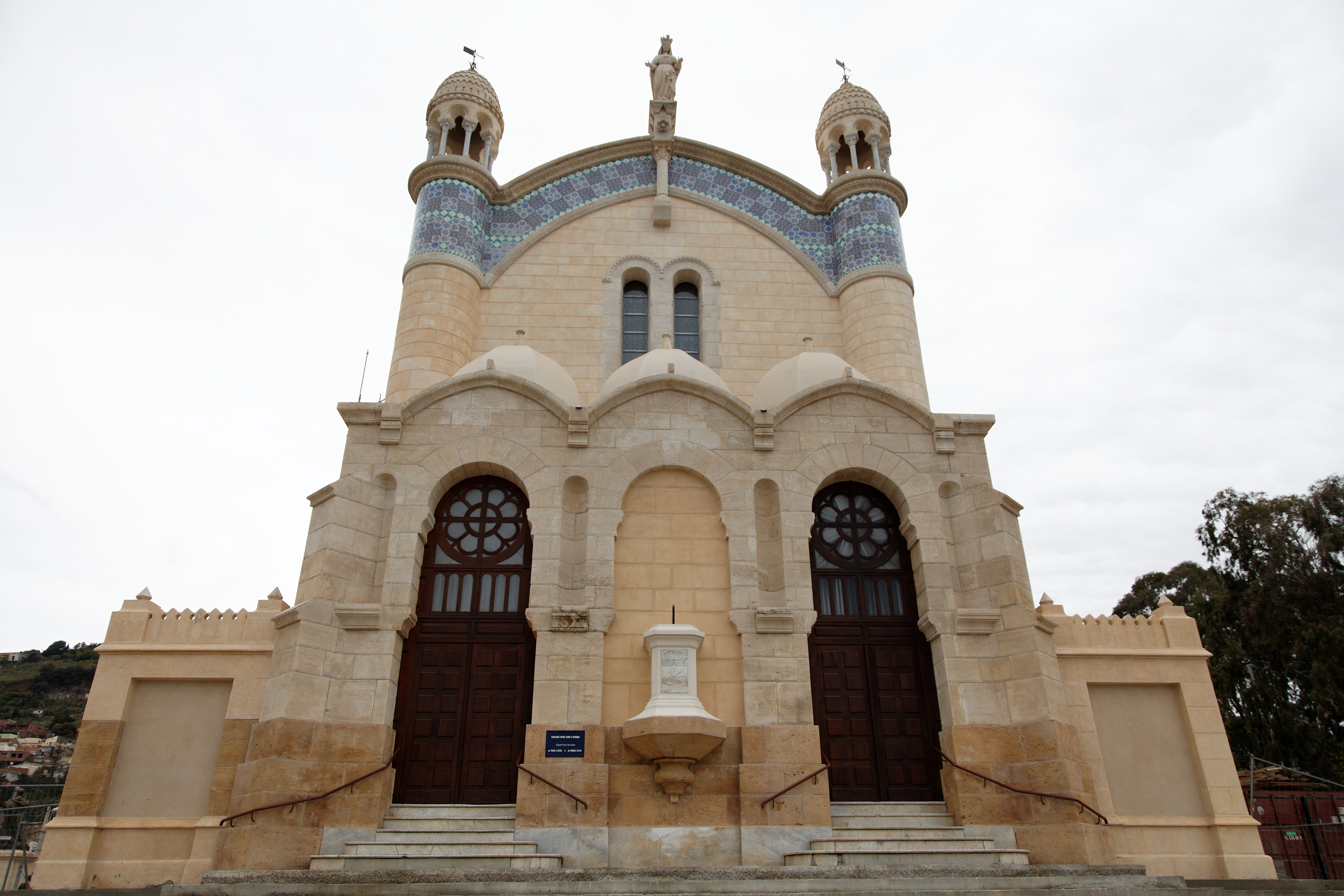
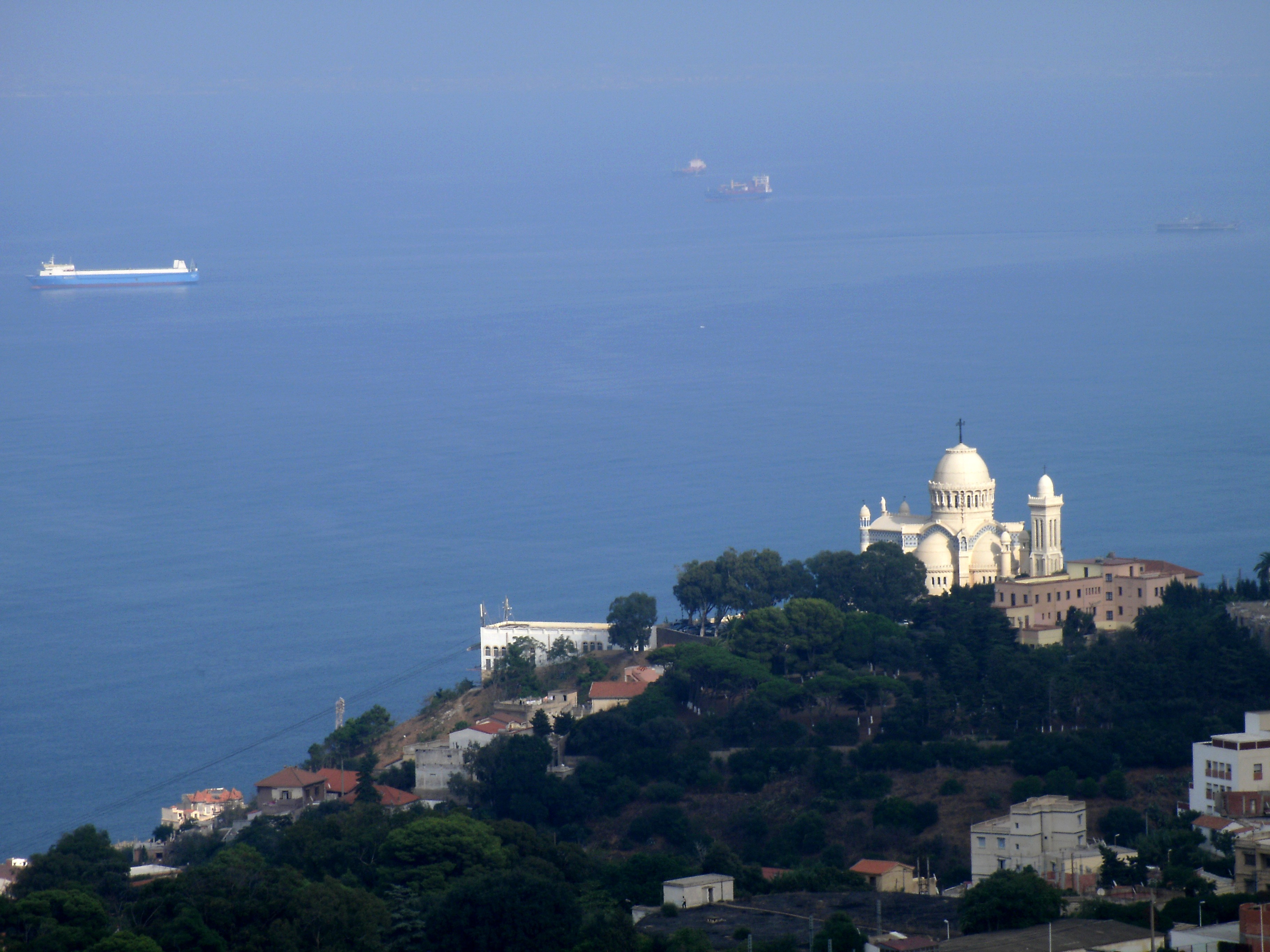